# Anna Karaszewska
Anna Katarzyna Karaszewska (ur. 10 marca 1970) – polska socjolożka, działaczka gospodarcza i społeczna, prezeska zarządu stowarzyszenia Kongres Kobiet (2011–2013, 2019–2022).

## Życiorys
Ukończyła studia z zakresu socjologii na Uniwersytecie Warszawskim. Pracowała jako konsultantka i dyrektor programowa centrum rozwoju kadr menedżerskich w przedsiębiorstwie sektora energetycznego, następnie w firmie szkoleniowej. Pełniła funkcję zastępczyni dyrektora generalnego i dyrektorki ds. rozwoju strategicznego w Polskiej Konfederacji Pracodawców Prywatnych Lewiatan. Wchodziła w skład władz Konfederacji Europejskiego Biznesu BusinessEurope. Została dyrektor zarządzającą spółki prawa handlowego Ingeus.
Zaangażowana w działalność na rzecz kobiet. W ramach programu USAID organizowała pierwszą krajową sieć kobiet prowadzących działalność gospodarczą i system wsparcia rozwoju przedsiębiorczości polskich kobiet. Jest jedną z inicjatorek Kongresu Kobiet, w 2011 wybrana na prezeskę zarządu powstałego na bazie tego ruchu stowarzyszenia. Funkcję tę pełniła do 2013, po czym została wiceprezeską organizacji. W 2019 ponownie wybrana na prezeskę zarządu stowarzyszenia, którym kierowała do 2022.
Odznaczona Srebrnym Krzyżem Zasługi (2005).